# Fermí Jaurrieta i Gallego
Fermí Jaurrieta i Gallego (Mollet del Vallès, Vallès Oriental, 5 d'octubre de 1926 - Mollet del Vallès, Vallès Oriental, 23 de maig de 2019) fou un empresari català i el darrer alcalde franquista de Mollet del Vallès, des del 3 de maig de 1965 fins al 26 de setembre de 1978.

## Biografia
Nasqué a Mollet del Vallès el 5 d'octubre de 1926, fill únic de Frederic Jaurrieta i Encarnació Gallego, que gestionaven una farinera del municipi, la farinera de Can Serra. Graduat en estudis de comerç i d'intendència mercantil, l'any 1942 entrà a treballar al banc Hispano Colonial, posteriorment absorbit per Banc Central. El 1952 passà a exercir de director de les oficines de Caldes de Montbui i de Banyoles. Posteriorment, deixà el banc per dedicar-se al negoci del sector metal·lúrgic a Martorelles, i tres anys més tard, establí el seu propi negoci dedicat al recanvi de cotxes i motos.
Entrà a l'Ajuntament el 5 de juliol de 1952 com a regidor i Tinent d'Alcalde d'hisenda en el consistori presidit per Jacint Maurell i Saló. Fou escollit diverses vegades com 1r tinent d'alcalde, i successivament, fou President de la Comissió d'Hisenda, Síndic municipal i representant de l'Ajuntament a la Comissió d'ajuda familiar. Finalment, el maig de 1965 fou designat alcalde de Mollet del Vallès, el de més llarga duració durant tot el període franquista, des del 1965 fins al 1978. Durant el seu mandat municipal, van fer-se les obres de les piscines municipals, el pavelló municipal, la pista poliesportiva i va millorar-se l'enllumenat i l'asfaltat de diversos carrers del municipi, així com s'amplià la clínica local. L'1 d'abril de 1969 fou acordat pel govern municipal concedir la medalla d'or de la ciutat al general Francisco Franco, que va ser lliurada en audiència el 7 de gener de 1970, al Palau del Pardo de Madrid, essent retirada durant la celebració del ple ordinari del 26 de juny de 2001. Dimití del seu càrrec el 26 de setembre de 1978.